# Alyssum nebrodense
El aliso del Nebrodi (Alyssum nebrodense Tineo) es una planta de la familia Brassicaceae, planta endémica  del Nebrodi en Sicilia.
Etimología
Ver: Alyssum
nebrodense: epíteto geográfico que alude a su localización en Nebrodi en Sicilia.

## Descripción
Es una planta perenne camefita subfruticosa, que alcanza una altura entre 5 y 15 cm.
Tiene inflorescencias racemosas, umbeliformis, con flores de color amarillo. 

## Distribución yhábitat
Es un endemismo de Sicilia, exclusivo del distrito madonita, a una altitud entre 1200 y 1970 m s. n. m.

## Taxonomía
Alyssum nebrodense fue descrita por Vincenzo Tineo y publicado en Pl. Rar. Sicil. 12 1817.
Etimología
Ver: Alyssum
nebrodense: epíteto geográfico que alude a su localización en Nebrodi en Sicilia.
Sinonimia
- Alyssum nebrodense subsp. nebrodense[2]